# Snaga
Snaga (oznaka P) je fizikalna veličina koja opisuje brzinu obavljanja mehaničkog rada, određena omjerom rada W i za to utrošenoga vremena t: 
{\displaystyle P=\lim _{\Delta t\rightarrow 0}{\frac {\Delta W}{\Delta t}}={\frac {dW}{dt}}\,}
U svakodnevnici (praksi) se koristi približna jednadžba za prosječnu snagu:
{\displaystyle P_{\mathrm {prosjek} }={\frac {\Delta W}{\Delta t}}\,}
Mjerna jedinica snage je vat (W ili W = J/s). Osim vata, za prividnu električnu snagu izmjenične struje može se upotrebljavati i jedinica za snagu voltamper (1 VA = 1 W), a za električnu reaktivnu (jalovu) snagu jedinica var (1 var = 1 W). Stara mjerna jedinica snage bila je konjska snaga (1 KS = 735,498 W).
U svakodnevnoj upotrebi često se brka snaga s radom ili silom, pa se tako može čuti na primjer kako je netko snažan, ako može velikom silom djelovati na neko tijelo i pritom ga pomaknuti. No, prema definiciji snage u fizici, netko je snažniji od drugoga ako jednaki rad izvrši za kraće vrijeme, ili ako u istom vremenu obavi veći rad (ili oboje: gleda se omjer rada i vremena). Za veličinu mehaničkog rada je svejedno u kojem je vremenu izvršena. Međutim, nije na primjer svejedno da li je netko izvjesnu količinu drva pilio jedan ili pet sati. Pri tom je vrlo važna brzina rada. Rad izvršen u 1 sekundi zovemo snaga (učinak, efekt). Prema tome snagu P (pravilno je reći prosječnu snagu) izračunamo tako da rad podijelimo s vremenom u kojem je taj rad izvršen, to jest:
{\displaystyle P={W \over t}}

## Formalna definicija snage
Snaga je brzina vršenja rada ili prijenosa energije. Ovdje se riječ "brzina" ne odnosi na kretanje u prostoru, nego na brzinu promjene funkcije koja ovisi o vremenu (vršenje rada ili prijenos energije), što je po definiciji derivacija te funkcije po vremenu:
{\displaystyle P={dW \over dt}}        ili        {\displaystyle P={dE \over dt}}
pri čemu W označava funkciju W(t) koja opisuje rad izvršen do trenutka t, računajući od nekog početnog trenutka. Slovo P je početno slovo i latinske i engleske riječi za snagu. Lijeva formula sadržana je u desnoj, jer je izvršeni rad jednak količini energije E(t) koja se pritom prenese s jednoga tijela na drugo ili iz jednog sustava u drugi. Desna se formula može smatrati općenitijom utoliko što neke slučajeve prijenosa energije (npr. vođenje ili zračenje topline) ne promatramo kao izvršeni rad.
U daljnjem tekstu promatra se snaga samo kao "brzina vršenja rada", da bi se izbjegla ponavljanja, jer nema značajne konceptualne razlike između "brzine vršenja rada" i "brzine prijenosa energije".

### Definicija "izvršeni rad u jedinici vremena"
Najjednostavnija definicija za snagu, koja je dobro polazište za razumijevanje pojma, jest uobičajena definicija iz osnovne škole: "Snaga je izvršeni rad u jedinici vremena”. Međutim, ona nepotpuno opisuje snagu; to je samo broj koji je jednak prosječnom iznosu snage u toj jedinici vremena. 
Ipak, ako se rad obavlja konstantnom snagom (što je čest slučaj u različitim uređajima), može se snaga računati u skladu s tom jednostavnom definicijom. "Rad u jedinici vremena" dobije se tako da se ukupni rad podijeli s vremenom u kojemu je izvršen, pa se tada formula za snagu često piše ovako:
{\displaystyle P={\frac {W}{t}}\,}        ako se snaga ne mijenja.
Primjerice, ako se rad od 12 J izvršio u vremenu od 2s, snaga je bila 6 W - ako se nije mijenjala, tj. ako se rad vršio jednoliko. No ako se mijenjala, pa je npr. u prvoj sekundi izvršen rad od 8 J, a u drugoj od 4 J (opet ukupno 12 J), tada je 6 W bila prosječna snaga u te dvije sekunde, dok je u prvoj sekundi prosječna snaga bila 8 W, a u drugoj 4 W.
Odatle je očito da za detaljniji opis promjenjljive snage treba promatrati sitniju razdiobu vremena na različite intervale Δt i u njima izvršene radove ΔW. U pojedinom intervalu (bez obzira na njegovu veličinu) prosječna snaga se računa kao: 
{\displaystyle P_{\mathrm {prosj} }={\frac {\Delta W}{\Delta t}}\,}
Za potpuni opis promjenljive snage treba odrediti funkciju P(t) (t se često ne piše) koja prikazuje vrijednost snage u svakom trenutku t (trenutnu snagu). Ta se vrijednost za svaki trenutak, konceptualno gledano, određuje tako da se promatra prosječna snaga u sve kraćim i kraćim vremenskim intervalima oko toga trenutka. Trenutna snaga je vrijednost kojoj pritom "teži" omjer ΔW/Δt, što je po definiciji derivacija rada po vremenu. Opisani koncept matematički se prikazuje ovako (a u stvarnom računu funkcija P(t) određuje se prema pravilima deriviranja iz funkcije W(t)):
{\displaystyle P=\lim _{\Delta t\rightarrow 0}{\frac {\Delta W}{\Delta t}}={\frac {dW}{dt}}\,.}

## Snaga sile
Kad se promatra rad pojedine sile, brzina kojom ona vrši rad naziva se snagom te sile. Ako sila ima konstantan iznos F, a njezino hvatište prelazi put s u smjeru djelovanja sile, njezin se rad računa kao W=Fs. Snaga se računa kao derivacija rada po vremenu, a u navedenom jednostavnom slučaju može se rad samo podijeliti s vremenom ako je brzina hvatišta konstantna, pa se na prvi pogled vidi da će tada biti P=Fv, tj. snaga sile jednaka je umnošku iznosa sile i iznosa brzine njezinoga hvatišta.
Općenito, međutim, sila može mijenjati iznos i smjer, a njezino hvatište može se gibati promjenjljivom brzinom drugačijega smjera. Za izračun snage mora se tada promatrati "beskonačno mali komadić rada", odnosno diferencijalni izraz sadržan u integralu rada, pa se kao derivacija rada po vremenu dobiva opći izraz (tumačenje oznaka vidi kod integrala rada):
{\displaystyle P={\vec {F}}\cdot {\vec {v}}=Fv\cos \alpha \,.}
Često i kod nejednolikoga gibanja sila vuče tijelo u smjeru svojega djelovanja, pa funkcija kosinus nije potrebna, te se snaga sile može pisati kao:
{\displaystyle P=Fv\,}        ako se hvatište sile giba u smjeru sile.
I bez detaljnijeg opisa sila i transmisije kod ubrzavanja automobila, navedena formula objašnjava zašto vozilo ne može pri velikoj brzini postići tako veliko ubrzanje kao pri maloj. Vučna sila potječe, između ostaloga, od rada motora koji ima deklariranu maksimalnu snagu; ta snaga ograničava maksimalni iznos umnoška sile i brzine: što je veća brzina, bit će manja sila i ubrzanje koje ona daje vozilu.

### Konjska snaga
Popularna starija jedinica za snagu (koja je u Hrvatskoj i EU danas dopuštena samo kao dodatna informacija uz snagu izraženu u vatima) bila je konjska snaga (KS). Definirala se kao snaga sile kojom može neprekidno dugo vremena djelovati jedan konj. Zamišljeni model bio je da konj podiže teret pomoću užeta prebačenog preko koloture.
Konjska snaga iznosi najčešće oko tri četvrtine kilovata. Točan iznos razlikuje se ovisno o jedinicama koje se koriste za njezin opis u pojedinim državama (i pretpostavkama o teretu kojega konj može podizati na opisani način). U Hrvatskoj i većini zemalja EU, koje su koristile kilogram, metar i sekundu kao polazne jedinice, definicija glasi: 1 KS je snaga sile koja okomito podiže tijelo od 75 kg brzinom od 1 m/s. Odatle se dobiva 1 KS = 735,49875 W.

## Snaga momenta sile
Prilikom rotacije, napose prilikom rotacije tijela oko čvrste osi, često se snaga opisuje kao snaga momenta sile, umjesto kao snaga sile. Dakako, to je ista snaga, a formula se lako prevodi iz jednog oblika u drugi. Kod rotacije tijela oko čvrste osi, rad najčešće vrši sila kojoj se hvatište giba po kružnici, a ona ima smjer tangente na tu kružnicu. Brzina hvatišta {\displaystyle \scriptstyle v} može se izraziti pomoću polumjera kružnice i kutne brzine {\displaystyle \scriptstyle \omega } (izražene u radijanima po sekundi) kao {\displaystyle \scriptstyle v=r\omega }. Ako se to uvrsti u gornji izraz za snagu sile koja djeluje u smjeru gibanja, dobiva se {\displaystyle \scriptstyle \ P=Fv=Fr\omega =M\omega }, jer je {\displaystyle \scriptstyle M=Fr} iznos momenta sile koji zakreće tijelo oko čvrste osovine (sila puta krak).
Odatle slijedi da se snaga momenta sile oko čvrste osi računa kao:
{\displaystyle P=M\omega \,.}